# Zoeterwoude
Zoeterwoude és un municipi de la província d'Holanda del Sud, al sud dels Països Baixos. L'1 de gener del 2009 tenia 8.113 habitants repartits sobre una superfície de 21,91 km² (dels quals 0,7 km² corresponen a aigua). Limita al nord amb Voorschoten, Leiden i Leiderdorp, a l'oest amb Leidschendam-Voorburg, a l'est amb Rijnwoude i al sud amb Zoetermeer. AL municipi hi ha la seu de la fàbrica de cervesa Heineken.

## Fills il·lustres
- Paul van Kempen (1893-1955) director d'orquestra i violinista.

## Centres de població
Zoeterwoude-Dorp, Zoeterwoude-Rijndijk, Gelderswoude, Weipoort, Westeinde, i Zuidbuurt.

## Eleccions municipals
| Llista | Partit                    | Vots '06 | % '06 | Regidors '06 | Vots '02 | % '02 | Regidors '02 |
| ------ | ------------------------- | -------- | ----- | ------------ | -------- | ----- | ------------ |
| 1      | CDA                       | 1661     | 42,7% | 6            | 2057     | 51,3% | 7            |
| 2      | Progressief Zoeterwoude * | 1528     | 39,2% | 5            | 1355     | 33,8% | 4            |
| 3      | VVD                       | 706      | 18,1% | 2            | 599      | 14,9% | 2            |
|        | Total                     | 3895     | 100%  | 13           | 4011     | 100%  | 13           |
|        | Participació              |          | 60,8% |              |          | 62,4% |              |

*: Coalició formada per PvdA, GroenLinks i D66